# Ouchi (köpinghuvudort i Kina, Hubei Sheng, lat 29,75, long 112,32)
Ouchi (kinesiska: 藕池, 藕池镇) är en köpinghuvudort i Kina. Den ligger i provinsen Hubei, i den centrala delen av landet, omkring 210 kilometer sydväst om provinshuvudstaden Wuhan. Antalet invånare är 38 776. Befolkningen består av 19 358 kvinnor och 19 418 män. Barn under 15 år utgör 12,0 %, vuxna 15-64 år 78 %, och äldre över 65 år 9,0 %.
Runt Ouchi är det tätbefolkat, med 459 invånare per kvadratkilometer. Närmaste större samhälle är Xiulin, 9,0 km öster om Ouchi. Trakten runt Ouchi består till största delen av jordbruksmark.
Genomsnittlig årsnederbörd är 1 563 millimeter. Den regnigaste månaden är maj, med i genomsnitt 235 mm nederbörd, och den torraste är december, med 28 mm nederbörd.